# Танасух
Танасух (араб. تناسخ), накл, танакул, інтікал, такамус — в ісламі: переселення душі з одного тіла в інше, реінкарнація, метемпсихоз. В ісламській богословській та доксографічній літературі послідовників течій, які сповідують віру в переселення душ називають асхаб ат-танасух або танасухіти.

## Історія
Віра в переселення душ притаманна багатьом древнім народам (індійцям та ін.), поганським релігіям (маніхеям й ін.), релігійно-філософським вченням (греко-елліністичній та ін.). Уявлення про реінкарнацію, можливо, було запозичене з названих джерел, перш за все «крайніми шиїтами» (гулат). Деякі групи, що відкололися від ісламської правовірності, також ввели танасух в свою віру. До таких груп відносили прихильників фатімідського халіфа аль-Хакіма, кайсаніти, друзи, ісмаїліти, алавіти (нусайріти), мутазиліти-хабітіти (послідовники Ахмада ібн Хабіта), кадаріти, «крайні» рафідіти та ін.. Серед них було поширене уявлення про те, що переселення душ відбувається в цьому світі. Душі змінюють свою тілесну оболонку (каліб), подібно до того як людина змінює застарілу одежину на нову. Стан нової оболонки залежить від того, як діяла душа в колишньої оболонці в попередньому житті. Згідно з цим уявленням, якщо душа багато грішила, то в новому житті вона буде страждати, в іншому випадку — насолоджуватися. Безгрішні діти можуть страждати (наприклад, від хвороби), якщо в їх тілесну оболонку переселилася «грішна» душа.
Мухамісіти переносили натхненність на всю природу й вважали, що душі «невірних» після смерті поміщаються в мінерали, залізо і глину, а душі «правовірних» поміщаються послідовно в сім тіл, після чого душа пізнає Бога (Аллаха) як світло. Танасух у них асоціювався з втіленням Аллаха в тілі людини (хулул), тому танасухітів називають також хулуліти. Згодом термін танасух набув значення поширення божественного духу (світла, частинки) на людей.
Загальним для всіх прихильників переселення душ в ісламі було визнання зміни тілесної оболонки, стан якої безпосередньо залежить від вчинків людини в минулому житті. Асхаб ат-танасух вірили в наявність деякого числа (зазвичай чотирьох) циклів або ступенів, що є в зміні оболонок до моменту абсолютного очищення (стадії зупинки реінкарнації). Це призводило до заперечення воскресіння (бас бад аль-маут) й алегоричного тлумачення понять «рай» і «пекло», оскільки вони безпосередньо переживаються в процесі переселення душ.
Сунітські богослови вважають, що віра в переселення душі є проявом язичництва, що виводить людину з лона ісламу, бо танасухіти принижують всемогутність Аллаха і відкидають свідоцтва Корану.